# زیترس
زیترس (به آلمانی: Sitters) یک شهر در آلمان است که در دنرسبرگکرایس واقع شده‌است. زیترس ۱۲۹ نفر جمعیت دارد.